# Németh Zoltán (irodalomtörténész)
Németh Zoltán (Érsekújvár, 1970. június 26. –) József Attila-díjas szlovákiai magyar irodalomtörténész, egyetemi tanár, kritikus, költő.

## Élete és pályafutása
1970. június 26-án született a szlovákiai Érsekújvárott. Gyerekkorát a Párkány melletti Kéménden töltötte, ide járt általános iskolába. 1988-ban a zselízi magyar tanítási nyelvű gimnáziumban érettségizett. Egyetemi tanulmányait a pozsonyi Comenius Egyetem magyar–történelem szakán végezte 1993-ban. 1993 nyarán az Irodalmi Szemle szerkesztője, 1993 őszétől 1995-ig a kéméndi, 1995-től 2004-ig pedig az ipolybalogi általános iskola tanára volt. 2000 és 2001 között a pozsonyi egyetem Magyar Nyelv és Irodalom Tanszékén irodalomelméletet tanított, ugyanitt 2004-ben doktorált Talamon Alfonzról írt monográfiájával. 2010-ben a Pécsi Tudományegyetemen habilitált, 2020-ban szerezte meg DSc (tudományok doktora) fokozatot a Szlovák Tudományos Akadémián.
2004 és 2013 között a besztercebányai Bél Mátyás Egyetem Humán Tudományok Kara Hungarisztika Tanszékének tanára volt. 2013 szeptemberétől 2018 júniusáig a nyitrai Konstantin Filozófus Egyetem Magyar Nyelv- és Irodalomtudományi Intézetének docense. 2018. október elsejétől a Varsói Egyetem professzora. Vendégelőadóként a kolozsvári Babeș–Bolyai Tudományegyetem magyar tanszékén, kétszer a budapesti Eötvös Loránd Tudományegyetem Összehasonlító Irodalomtudományi Tanszékén és a Szegedi Tudományegyetem Modern Magyar Irodalom Tanszékén, továbbá a prágai Károly Egyetemen, az egri Eszterházy Károly Főiskolán és a szófiai egyetemen tartott előadásokat. 
Versei, tanulmányai és kritikái többek között az Alföldben, a Bárkában, az Élet és Irodalomban, a Hídban, az Irodalmi Szemlében, az Irodalomtörténetben, a Jelenkorban, a Kalligramban, a Korunkban, a Literaturában, a Palócföldben, a Partitúrában, a Prae-ben, az Opusban, a Tiszatájban és az Új Forrásban jelentek meg. 2001 és 2006 között a tatabányai Új Forrás szerkesztője, 2007-ben a pozsonyi Kalligram folyóirat főszerkesztője volt. 2017 januárjától ismét az Irodalmi Szemle szerkesztője. Műfordítással 1993 óta foglalkozik, elsősorban cseh, szlovák, angol, közvetítőnyelv segítségével pedig német nyelvből fordít, ezeket a Kalligram, a Szőrös Kő, a Polis és a Lettre közölte.
1998 óta a Szlovákiai Magyar Írók Társaságának, 2002 óta a József Attila Körnek, 2003 óta a Szépírók Társaságának, 2006-tól pedig a Magyar Szemiotikai Társaságnak a tagja. Kutatási területe a kortárs magyar irodalom, a fiatal magyar és közép-európai irodalom, a határon túli magyar irodalmak, az irodalom és a hatalom kérdéskörei, a posztmodern magyar és világirodalom, valamint a hálózatelmélet és az irodalomtudomány kapcsolata. 2010-től a Digitális Irodalmi Akadémia Parti Nagy Lajos-szakértője.

## Könyvei